# NP Kornati i PP Telašćica
NP Kornati i PP Telašćica este o arie protejată (arie de protecție specială avifaunistică — SPA) din Croația întinsă pe o suprafață de 28.570,43 ha, integral pe uscat.

## Localizare
Centrul sitului NP Kornati i PP Telašćica este situat la coordonatele 43°47′44″N 15°19′03″E / 43.795466°N 15.317549°E.

## Înființare
Situl NP Kornati i PP Telašćica a fost declarat arie de protecție specială avifaunistică în iulie 2013 pentru a proteja 12 specii de animale.

## Biodiversitate
Situată în ecoregiunile marină mediteraneană și mediteraneană, aria protejată nu include niciun habitat protejat.
La baza desemnării sitului se află mai multe specii protejate de  păsări (12): potârnichea de stâncă (Alectoris graeca), fâsă-de-câmp (Anthus campestris), buha (Bubo bubo), caprimulg (Caprimulgus europaeus), șerpar (Circaetus gallicus), erete vânăt (Circus cyaneus), șoim de iarnă (Falco columbarius), șoim călător (Falco peregrinus), cufundar polar (Gavia arctica), sfrâncioc roșiatic (Lanius collurio), sfrânciocul cu frunte neagră (Lanius minor), Phalacrocorax aristotelis desmarestii.
Pe lângă speciile protejate, pe teritoriul sitului au mai fost identificate 1 specie de păsări.